# Спинарт

Создание работы в технике спинарт, в ускоренном времени

Спинарт — современная художественная форма, в которой используется краска, холст, такой как глянцевый картон и вращающаяся платформа. Ведущим художником создающем работы в данном направлении является Дэмьен Херст. Первоначально была придумана для развлечения и ознакомления детей с процессом создания произведений искусства.

## Техника
Для того чтобы создать спинарт полотно, художник изначально наносит или же капает краску на холст. Холст может быть чем угодно, однако наиболее распространённой формой холста является небольшой прямоугольный кусок картона. Перед тем, как краска на холсте высохнет, художник закрепляет холст на платформу, которую можно вращать с высокой скоростью. После того как холст закреплён на вращающуюся платформу, художник начинает вращение. Большинство вращающихся платформ являются электрическими или аккумуляторными, также существуют более сложные платформы, позволяющими художнику изменять скорость вращения.
Когда холст вращается, центробежные силы вытягивают влажную краску наружу, создавая сложные конструкции. Художник может капать больше краски на холст, в момент вращения, тем самым раскладывая слои краски друг над другом, создавая различные эффекты. Используя разные цвета, спин-художник может сочетать цвета вместе в тонкие конструкции. В любой момент во время этого процесса художник может остановить вращающуюся платформу для просмотра холста. Поскольку холст обычно вращается с высокой скоростью, трудно, если не невозможно, просмотреть изображение на холсте до тех пор, пока платформа не перестанет вращаться, создавая ощущение неожиданности и неопределённости в процессе создания.

## Художники
Начиная с 1960-х годов спинарт можно увидеть в работах некоторых современных художников. Среди которых можно выделить:
Альфонс Шиллинг
В 1960-х годах  швейцарец Альфонс Шиллинг был одним из первых художников, заинтересовавшихся техникой спинарта. Динамика действия также оказала большое влияние на его работы и добавил им оригинальности. Вместо того, чтобы устанавливать вращающую машину вертикально, он делал это горизонтально.
Энник Гендрон
С 1968 по 1973 год французская художница Анник Гендрон использовал промышленные колёса для нанесения краски на плексиглас. В конце 1960-х годов она была одним из первых художников, которые использовали центробежную силу для производства картин большого размера.
Дэмиен Херст
С 1995 года британский художник Дэмиен Херст начал серию картин спинов. Его работы имеют круглую форму и смонтированы на стальных рамах. Это серия оригинальных произведений искусства и экранных отпечатков. Он был вдохновлён воспоминаниями из детства о технике спиновой живописи, которую он впервые видел в детстве в развлекательной передаче на канале BBC.
Лоуренс Стаффорд
В конце 1960-х годов художником Лоуренсом Стаффордом была разработана вращающаяся машина, на которую он прикреплял необработанное полотно и распылял акриловую краску, во время вращения. Стаффорд выставил эти абстрактные картины на своих выставках в США и в Германии в 1968—1969 годах. Некоторые из них находятся в музейных собраниях известных музеев, включая Музей американского искусства Уитни.